# 遼遂県
遼遂県（りょうすい-けん）は中華人民共和国遼寧省にかつて存在した県。現在の海城市南西部に相当する。
前漢により設置された遼隧県を前身とする。三国時代、魏により遼遂県と改称された。西晋により廃止されている。